# Hongqi LS7
Hongqi LS7 — полноразмерный люксовый внедорожник китайского бренда Hongqi концерна FAW. Пришёл на смену автомобилю Hongqi LS5. 

## Описание

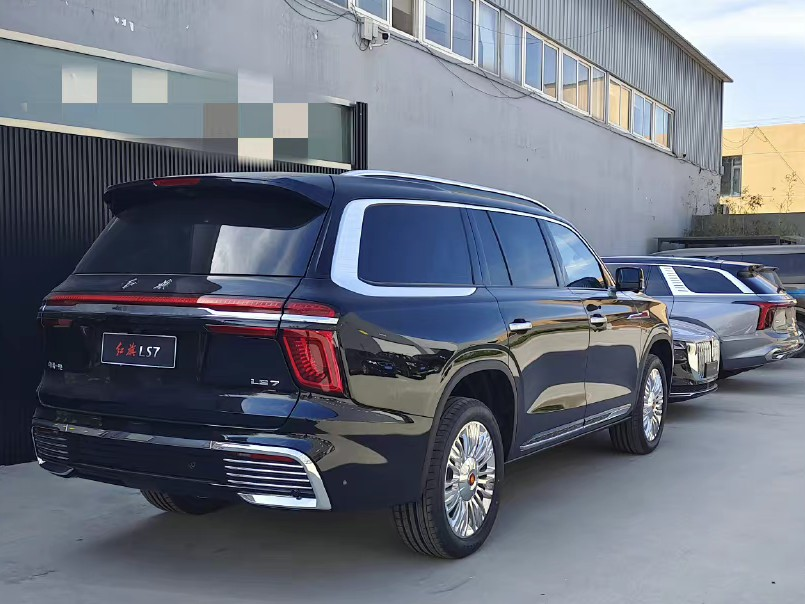
Вид сзади

Официально автомобиль Hongqi LS7 был представлен 25 октября 2021 года. Он является самым крупным внедорожником компании Hongqi. Конкурентом автомобиля в России является Aurus Komendant, а в мире — Cadillac Escalade, Lincoln Navigator и Mercedes-Benz GLS.
Отделка автомобиля деревянная, а сиденья кожаные. В России автомобиль продаётся с конца 2022 года. Вместимость составляет от 4 до 6 мест. По габаритам модель сопоставима с Chevrolet Suburban.
Цена автомобиля составляет 13,1 млн рублей. В разработке автомобиля принимала участие компания Rolls-Royce.

## Технические характеристики
Автомобиль Hongqi LS7 оснащается четырёхлитровым двигателем внутреннего сгорания V8 с турбонаддувом мощностью 480 кВт и крутящим моментом 850 Н*м. Кресла оснащены подогревом, вентиляцией и электроприводом. Радиаторная решётка напоминает Aurus Senat.